# Alfred Thomas Bryant

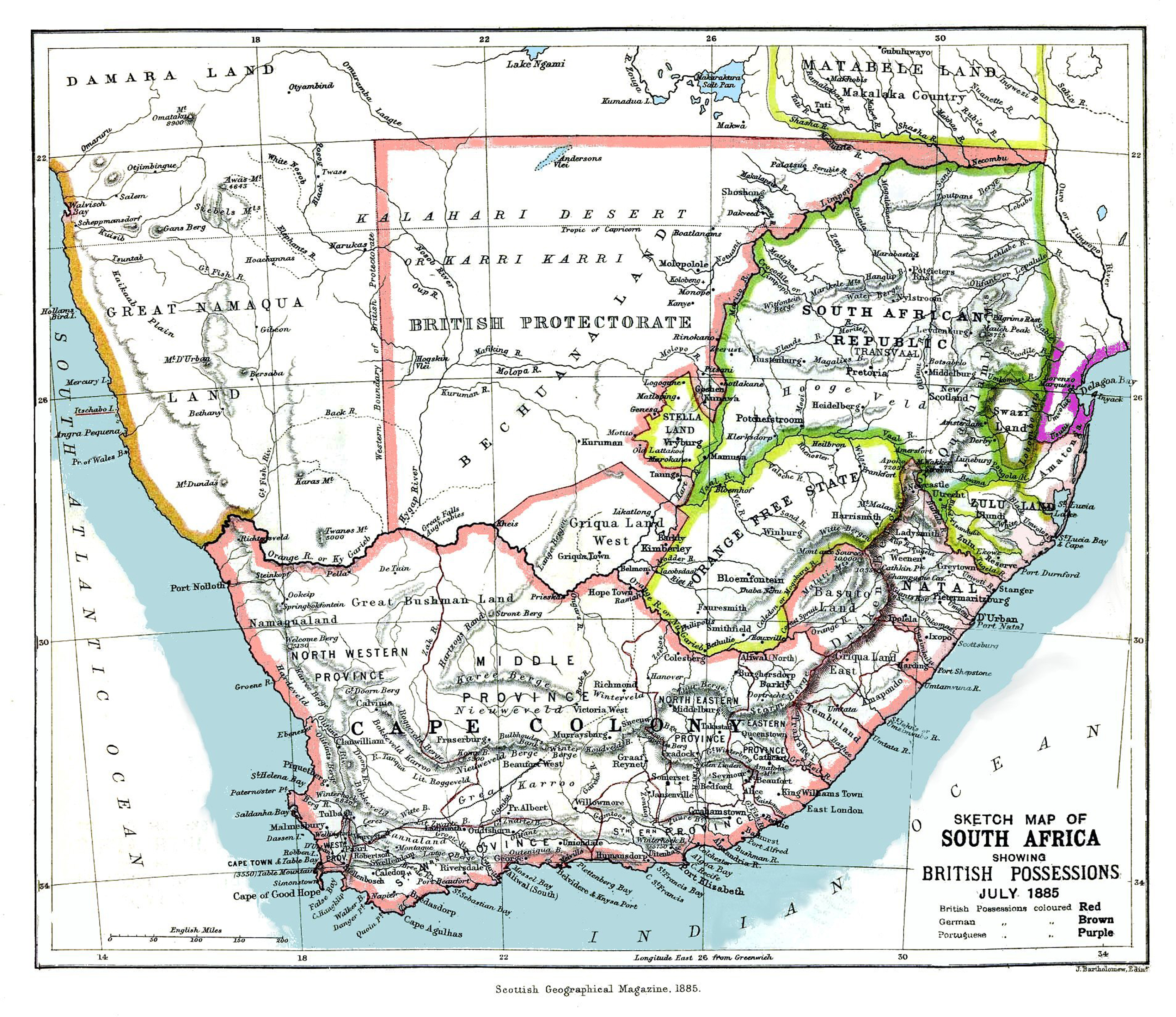
Karte des südlichen Afrika von 1885

Alfred Thomas Bryant (* 26. Februar 1865 in London; † 19. Juni 1953 in Cambridge) war ein britischer katholischer Priester, Missionar, Afrikanist und Ethnologe.
Er erforschte die Sprache und Kultur der Zulu und anderer Volksstämme im Osten Südafrikas. Als ein ethnologischer Klassiker gilt sein Buch über die alten Zeiten in Zululand und Natal.
Er verfasste ein zulu-englisches Wörterbuch, das als Standardwerk dieser Bantusprache gilt.

## Werke
- A Zulu-English Dictionary, Mariannhill 1905
- Olden Times in Zululand and Natal. Containing the Earlier Political History of the Eastern-Nguni Clans, London 1929
- The Zulu People as they were Before the White Man Came, Pietermaritzburg 1949 (2. ed. Pietermaritzburg: Shuter & Shooter, 1967)
- Bantu Origins - the people and their language, Cape Town: Struik 1963
- A history of the Zulu and neighbouring tribes, Cape Town: Struik 1964